# Betula michauxii
Betula michauxii là một loài thực vật có hoa trong họ Betulaceae. Loài này được Spach mô tả khoa học đầu tiên năm 1841.